# Evêmero
Evêmero (português brasileiro) ou Evémero (português europeu) (em grego antigo chamado Εὐήμερος ὁ Μεσσήνιος , transl. Euhḗmeros ho Messḗnios; c. 330 a.C., Messina, Sicília – cerca de 250 a.C., Alexandria, Egito) foi um escritor e hermeneuta grego da época helenística, pai da corrente hermenêutica conhecida como evemerismo. Segundo ele, os personagens mitológicos são seres humanos divinizados pelo medo ou pela admiração dos povos. Ele era amigo do rei Cassandro, da Macedônia, e viajou muito pelo mundo grego.

## Teologia
Um texto de Evêmero, parte da História Sagrada, foi preservado no livro VI da Biblioteca Histórica de Diodoro da Sicília, citado por Eusébio de Cesareia na Praeparatio evangelica, 2. 2. 59B-61A.
Evêmero defendia que os escritores dos mitos (Homero, Hesíodo, Orfeu e outros) haviam inventado histórias monstruosas sobre os deuses.
Em uma das suas viagens, ele parou na ilha Panchaea, além da Arábia, onde observou o culto local aos deuses. No templo da ilha havia inscrições com os atos de Urano, Cronos e Zeus.
Urano foi o primeiro rei, tinha conhecimentos de astronomia, e foi o primeiro a honrar os deuses dos céus com sacrifícios, o que fez com que ele ganhasse o nome de Urano ou os céus.
Urano teve dois filhos e duas filhas com Héstia: Titã, Cronos, Reia e Deméter. Cronos sucedeu Urano, e se casou com Reia, com quem teve os filhos Zeus, Hera e Posidão. Zeus sucedeu Cronos, se casou com Hera, Deméter e Têmis, com quem teve, respectivamente, os curetes, Perséfone e Atena.
Zeus foi à Babilônia, encontrou-se com Belo, e depois foi à ilha da Panchaea, onde estabeleceu um altar a Urano. Em seguida viajou para a Síria, onde se encontrou com seu rei Casius, e conquistou a Cilícia do seu governador Cílix.
Zeus visitou várias outras nações, e foi publicamente proclamado como deus.
Outro texto de Evêmero foi preservado por Lactâncio, através da tradução de Ênio. Nesta versão, Evêmero recolheu as inscrições de uma coluna de ouro no tempo de Júpiter em Trifilia, que havia sido colocada pelo próprio Júpiter, contando os seus feitos, para servir como memorial. Um dos atos de Júpiter foi entregar a Netuno o comando dos mares, das ilhas e das regiões costeiras. Júpiter também ofereceu sacrifícios ao seu avô Cœlus, que morreu no Oceano e foi enterrado em Aulatia. O primeiro grande rei foi Cœlus, que reinou junto de seus irmãos, seguido de Saturno.
O capítulo XIV do Livro I de Instituições Divinas é dedicado à História Sagrada de Evêmero e Ênio: Saturno se casou com Ops, mas Titã, que era mais velho que Saturno, exigiu o reino para si. Vesta, mãe de Saturno, e suas irmãs Ceres e Ops, recomendaram que Saturno não desse o reino para Titã, e Titã acabou aceitando, mas com a condição de que se Saturno tivesse filhos homens, ele não os criaria, de forma que a sucessão passasse para os filhos de Titã. Saturno assim fez, matando seus filhos homens, até quando nasceram gêmeos, Júpiter e Juno; Juno foi apresentada a Saturno, e Júpiter foi dado a Vesta, que o criou escondido de Saturno. Quando nasceu Netuno, Ops também o criou em segredo. Analogamente, quando nasceram os gêmeos Plutão e Glauca, apenas Glauca foi apresentada a Saturno, sendo Plutão escondido, mas Glauca morre ainda jovem. Quando Titã descobriu que Saturno teve filhos homens, ele o atacou com seus filhos, os titãs, e trancou Saturno e Ops em uma muralha, colocando-os sob guarda. Quando Júpiter cresceu, ele veio com um exército de cretenses, derrotou Titã, libertou seus pais e voltou para Creta. Mas Saturno ouviu um oráculo de que Júpiter o expulsaria do reino, tentou matá-lo, mas Júpiter descobriu o plano e baniu Saturno para a Itália.